# Groupe de Galois absolu
Pour les articles homonymes, voir Absolu.
En mathématiques, le groupe de Galois absolu d'un corps commutatif K est le groupe de Galois d'une clôture séparable (extension algébrique séparable maximale, nécessairement normale donc galoisienne) Ksep du corps K. Dans le cas d'un corps parfait (et donc en particulier en caractéristique nulle), une clôture séparable coïncide avec une clôture algébrique. La compréhension du groupe de Galois absolu du corps des nombres rationnels est un problème important en théorie algébrique des nombres.
Ce groupe est unique à isomorphisme près car les clôtures séparables de {\displaystyle K} sont {\displaystyle K}-isomorphes entre elles. Il a une structure naturelle de groupe profini.
Une autre notion liée est celle de pro-p-groupe de Galois absolu, pour p un nombre premier. Il s'agit du plus grand pro-p (en)-quotient du groupe de Galois absolu, ou encore, par la correspondance de Galois, du groupe de Galois de la pro-p-clôture séparable.

## Exemples
- Un corps séparablement clos a un groupe de Galois absolu trivial.
- La clôture algébrique du corps ℝ des nombres réels est le corps ℂ des nombres complexes ; le groupe de Galois absolu de ℝ est d'ordre 2, donc isomorphe à ℤ/2ℤ (ℂ/ℝ est ainsi quadratique et cyclique).
- Le groupe de Galois absolu d'un corps fini est isomorphe au complété profini {\displaystyle \scriptstyle {\widehat {\mathbb {Z} }}} de ℤ. C'est un groupe procylique.
- Le pro-p-groupe de Galois absolu d'une extension finie {\displaystyle K} du corps des nombres p-adiques ℚp est un pro-p-groupe libre à {\displaystyle \scriptstyle [K:\mathbb {Q} _{p}]+1} générateurs, si {\displaystyle K} ne contient pas les racines p-èmes de l'unité, et si {\displaystyle K} les contient, il s'agit d'un pro-p-groupe à {\displaystyle \scriptstyle [K:\mathbb {Q} _{p}]+2} générateurs, et une seule relation, et plus précisément d'un groupe de Demushkin (en).

## Référence
(en) Jürgen Neukirch, Alexander Schmidt (de) et Kay Wingberg (de), Cohomology of number fields [détail de l’édition]